# Svenska mästerskapen i kortbanesimning 1970
Svenska mästerskapen i kortbanesimning 1970 avgjordes i Linköping 1970. Det var den artonde upplagan av kortbane-SM.

## Medaljsummering

### Herrar
| Gren            | Guld                         | Guld                         |
| 200 m frisim    | Göran Jansson 1.59,7         | Stockholmspolisens IF        |
| 800 m frisim    | Sven von Holst 8.44,1        | Stockholms KK                |
| 200 m fjärilsim | Anders Bellbring 2.11,1      | Upsala S                     |
| 200 m ryggsim   | Bengt Gingsjö 2.14,9         | Simklubben S02               |
| 200 m bröstsim  | Tomas Johnsson 2.34,2        | Skövde SS                    |
| 200 m medley    | Hans Ljungberg 2.12,6        | Timrå AIF                    |
| 4x100 m frisim  | Stockholmspolisens IF 3.46,9 | Stockholmspolisens IF 3.46,9 |
| 4x100 m medley  | Simklubben S02 4.09,8        | Simklubben S02 4.09,8        |

### Damer
| Gren            | Guld                         | Guld                         |
| 200 m frisim    | Anita Zarnowiecki 2.13,7     | Simklubben S02               |
| 800 m frisim    | Gunilla Wickman 9.56,3       | Stockholmspolisens IF        |
| 200 m fjärilsim | Eva Wikner 2.35,3            | Stockholmspolisens IF        |
| 200 m ryggsim   | Eva Folkesson 2.31,5         | Kristianstads SLS            |
| 200 m bröstsim  | Yvonne Brage 2.46,7          | Skövde SS                    |
| 200 m medley    | Anita Zarnowiecki 2.35,0     | Simklubben S02               |
| 4x100 m frisim  | Stockholms KK 4.14,8         | Stockholms KK 4.14,8         |
| 4x100 m medley  | Stockholmspolisens IF 4.47,1 | Stockholmspolisens IF 4.47,1 |